# Buff (vêtement)
Pour les articles homonymes, voir Buff.

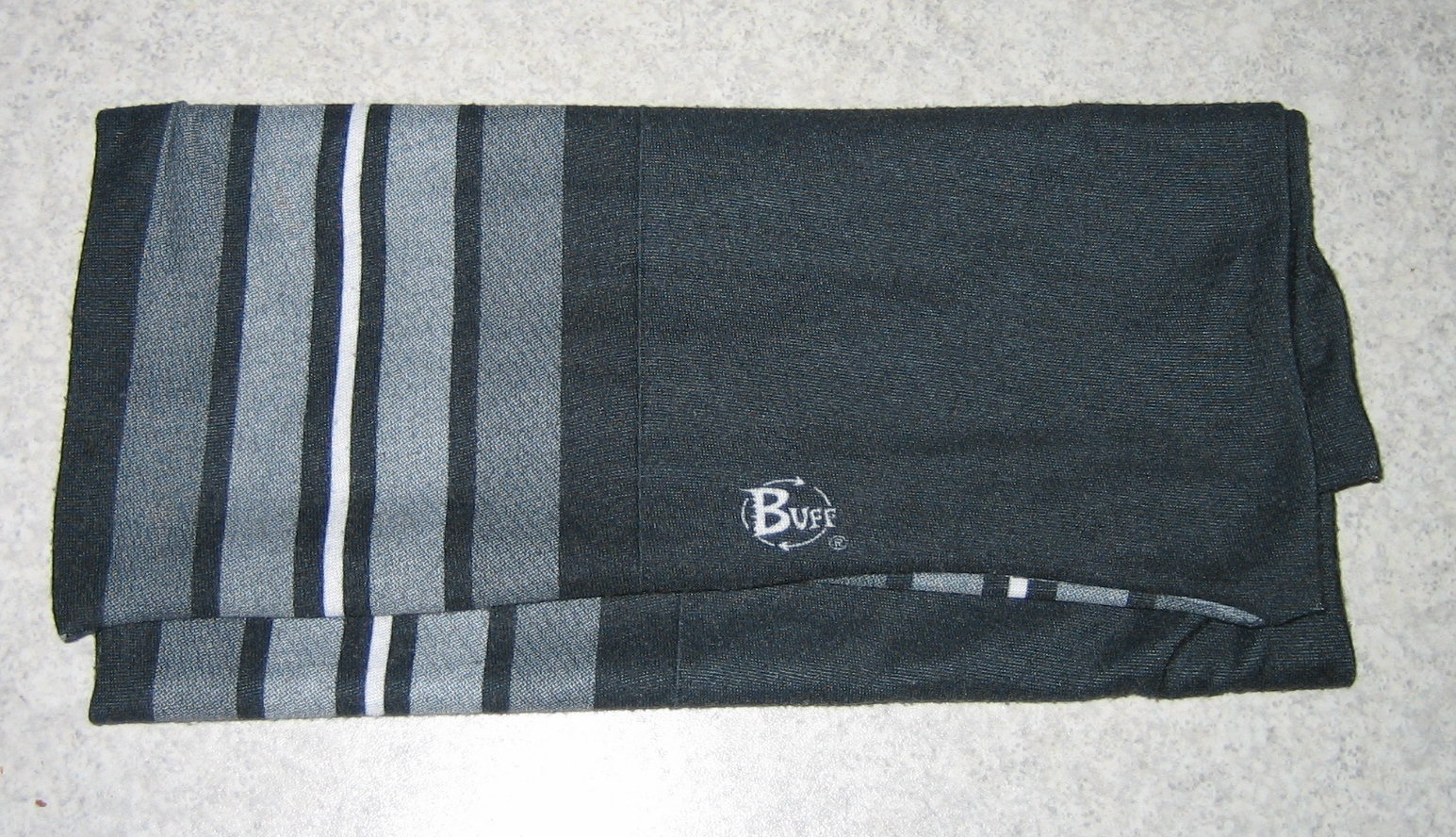
Un buff plié

Un buff (marque déposée) est un vêtement multi-fonction, fabriqué et commercialisé depuis 1992 par la société espagnole Original Buff S.A. Composé d'un tissu élastique en microfibre de forme tubulaire, ce vêtement est utilisé comme protection contre les intempéries (froid, vent) sous forme de tour de cou, protège visage, cache-nez, cache-oreille, bandana, bonnet ou cagoule. Il peut aussi être utilisé comme bracelet de poignet ou pour soutenir les cheveux sous forme de bracelet serre-tête ou chouchou.
Le buff est utilisé notamment par les motards et certains pratiquants de sports de pleine nature, dont les alpinistes.

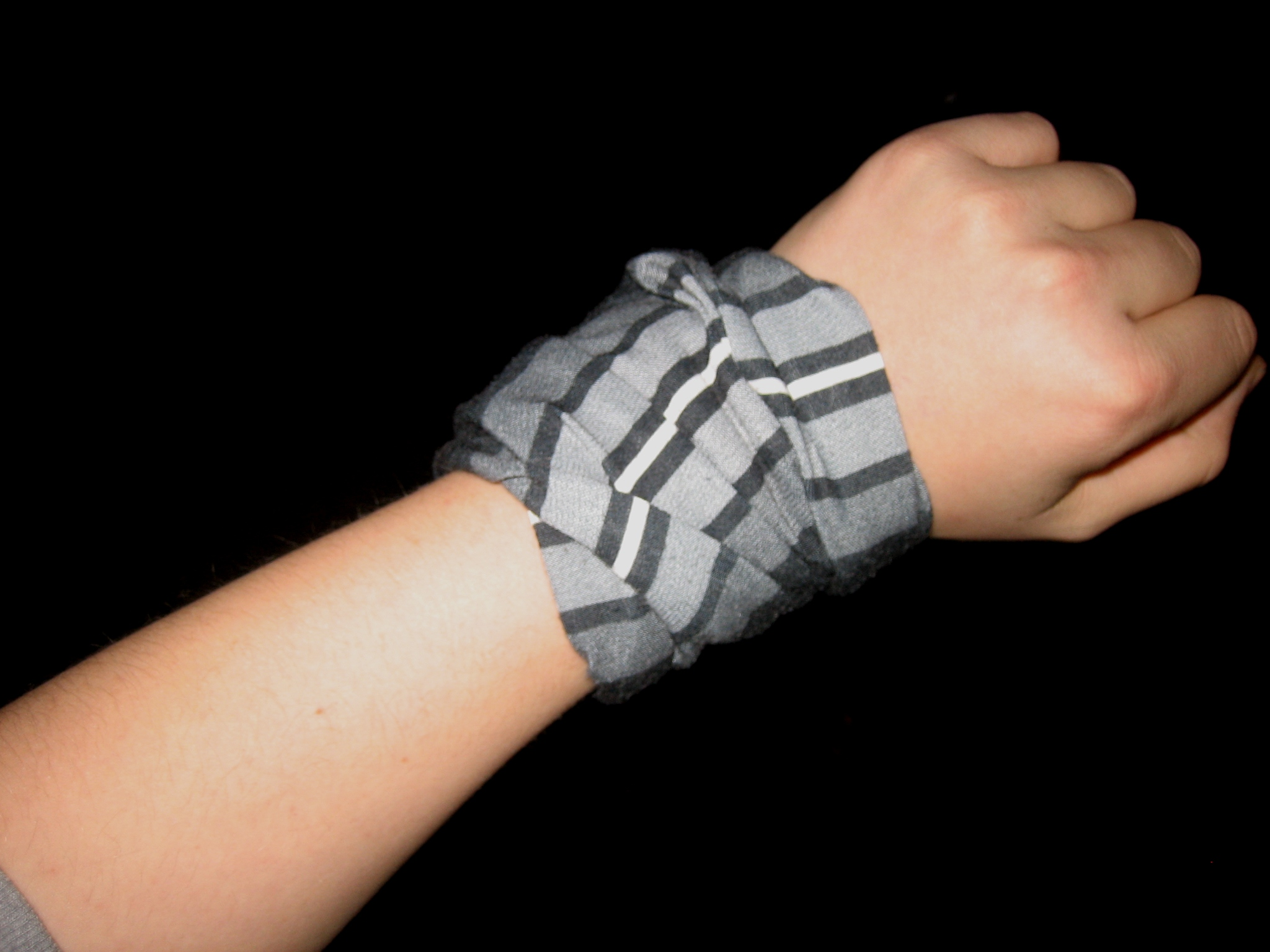
Buff utilisé comme bracelet de poignet.